# Auditorio Guelaguetza
 (mai 2021).
L'Auditorio Guelaguetza est une scène de spectacle située à Oaxaca de Juárez, capitale de l'État de Oaxaca, au Mexique. Il accueille les célébrations de la Guelaguetza (es), la fête du folklore local qui a lieu chaque année en juillet, ainsi que des concerts et d'autres manifestations.

## Histoire
La construction d'un théâtre pour accueillir les festivités de la Guelaguetza est décidée en 1968 par le gouverneur Víctor Bravo Ahuja (es). C'est le projet de l'architecte Mario del Olmo, connu pour ses réalisations à Tlaxcala et qui a travaillé des années en Grèce, qui est retenu. Il s'inspire des théâtres gréco-romains de l'Antiquité classique pour imaginer un auditorium prenant appui sur la pente du Cerro del Fortín (es). Le gouverneur, lui-même ingénieur, contribue avec son successeur Fernando Gómez Sandoval à l'élaboration du projet. Celui-ci est présenté au président Luis Echeverría qui en autorise la construction. Après plusieurs années de travaux, l'Auditorio est inauguré en 1974.
En 2009, le gouverneur Ulises Ruiz Ortiz décide de rénover l'enceinte. Un velum est ajouté pour protéger les spectateurs du soleil. La rénovation prend fin en 2010 sous le mandat du nouveau gouverneur Gabino Cué Monteagudo.
La Guelaguetza est annulée en 2021 en raison de la pandémie de Covid-19.